# Sandro Negri
Sandro Negri (Cerese, 1940 – Mantova, 10 agosto 2012) è stato un pittore italiano.
Esordisce in pittura nel 1970 con una mostra personale a Luzzara. Nel 1989 apre uno studio a Parigi.
Motivo dominante della sua pittura è stata la rappresentazione della civiltà contadina.
Due disegni di Negri fanno parte della collezione permanente “Vivian and Gordon Gilkey” del Portland Art Museum.

## Mostre personali
- 1993 - Mantova, Palazzo Ducale
- 1994 - Paternò, Rocca normanna
- 2002 - Londra, Leighton House Museum
- 2004 - Portland
- 2005 - Maccagno, Museo civico
- 2010 - Portland
- 2011 - Mosca
- 2011 - Virgilio, Museo Virgiliano[2]